# Galeria Remont
Galeria Remont – galeria sztuki współczesnej działająca w Warszawie w okresie od 1 kwietnia 1972 r. do 6 listopada 1979 r. Mieściła się przy ul. Waryńskiego 12/14 w Warszawie, w Domu Studenckim „Riviera” Politechniki Warszawskiej, była częścią klubu studenckiego Remont. Gościła wielu twórców, artystów polskich i zagranicznych, wydawała publikacje, organizowała międzynarodowe konferencje, wystawy i działania wychodzące poza oficjalne ramy sztuki.
Galeria Remont prezentowała fotografię eksperymentalną i fotokonceptualizm, tworzoną m.in. przez Lucjana Demindowskiego, Krzysztofa Wojciechowskiego, Elżbietę Tejchman, Andrzeja Jórczaka, Andrzeja Lachowicza, Antoniego Mikołajczyka, Zygmunta Rytkę, Henryka Gajewskiego oraz inne przejawy sztuki współczesnej obejmujące performance, sztukę stempli, sztukę książki, audio-art. Organizowała międzynarodową współpracę artystów i prowadziła działalność wydawniczą.

## Historia i działalność
Założycielem i kierownikiem Galerii był Henryk Gajewski, fotografik (członek ZPAF), student Wydziału Elektroniki Politechniki Warszawskiej. Jedną z pierwszych ekspozycji w 1972 roku, była jego autorska wystawa pt. „Ona”.
Jesienią 1972 roku zapadła decyzja o przeniesieniu Galerii z zaadaptowanej sali konferencyjnej do osobnego pomieszczenia i nadaniu jej nazwy Galeria Remont. W Galerii zaczęto prezentować prace m.in. Zbigniewa Dłubaka, Andrzeja Lachowicza, Natalii LL, Jana Stanisława Wojciechowskiego, Elżbiety Tejchman, Józefa Robakowskiego, Zygmunta Rytki, Wojciecha Bruszewskiego.
Projekty realizowane w Galerii spotkały się z ostrą reakcją władz SZSP. Jesienią 1973 roku odsunięto Henryka Gajewskiego z zajmowanego stanowiska. Dzięki poparciu środowiska studenckiego został on odsunięty tylko na kilka miesięcy. Po połączeniu klubów Riviera i Galerii Remont, ponownie został wybrany na kierownika galerii.
W 1973 roku do Henryka Gajewskiego dołączyli Andrzej Jórczak i Krzysztof Wojciechowski, który szybko zrezygnował z współprowadzenia galerii. Współprowadzący galerię Henryk Gajewski i Andrzej Jórczak nawiązali bliższe kontakty z Janem Świdzińskim i Zbigniewem Dłubakiem. Prezentowana była twórczość z nurtu konceptualnego, jak np. wystawa Andrzeja Jórczaka z 1973 r. pt. „Otwieranie okna”
W 1975 roku rozpoczął się cykl spotkań zatytułowanych PROCES. Spotkania PROCES polegały na aranżowaniu spotkań z artystami, w trakcie których przedstawiali oni swoje prace i podczas rozmowy z uczestnikami wernisażu, przekształcali je i tworzyli zupełnie nowe projekty.
Galeria Remont pełniła funkcję ośrodka informacji i archiwum sztuki najnowszej. Wydawano tzw. Art Texty – były to publikacje w języku polskim i angielskim z artykułami oraz założeniami programowymi. W ramach takich działań powstały założenia sztuki kontekstualnej zaprezentowane przez ich twórcę Jana Świdzińskiego w wydawnictwie Galerii pt. „Sztuka jako sztuka kontekstualna”. Międzynarodowe kontakty Galerii obejmowały Europę Środkową i Zachodnią oraz Amerykę. Efektem tych kontaktów był udział w międzynarodowych imprezach, m.in. projekt Contextual Art w Lund (Szwecja); Video International w Aarhus Kunstmuseum (Dania) oraz 5th International Encounter on Video w Internationaal Cultureel Centrum w Antwerpii (Belgia).
W 1974 roku zrealizowana została akcja zatytułowana Andy Warhol, która miała być spotkaniem z amerykańskim artystą. Spotkanie było fikcyjne, ale odbiło się szerokim echem przyciągając telewizję, dziennikarzy, popularnych aktorów i wielu artystów.
W lipcu 1977 r. Jan Świdziński zorganizował w niej międzynarodową konferencję „Art as Activity in the Context of Reality”. Jej efektem było m.in. zaprezentowanie w Polsce sztuki socjologicznej (Collectif L’Art Sociologique) – zjawiska późnego konceptualizmu, uprawianego wtedy przez Świdzińskiego w formie „sztuki jako sztuki kontekstualnej”.
Jednym z najbardziej znanych i ważnych osiągnięć międzynarodowej działalności Galerii Remont było wprowadzenie do polskiej sztuki współczesnej pojęcia performance.
W 1978 roku Galeria zorganizowała Międzynarodowe Spotkania Artystów pt. ”I am” w ramach których odbyły się pokazy sztuki performance, warsztaty i wykłady dotyczące tego zagadnienia. Do współpracy zaproszono około 50 artystów z Czechosłowacji, Węgier, Holandii, NRD, Francji, Włoch, Szwecji, Anglii, Belgii, Kanady, USA, Kolumbii, Meksyku, Japonii i 26 z Polski. Swój udział zapowiedzieli tacy twórcy jak: Peter Stembera, Joseph Beyus, Yoko Ono, Alison Knowles, Ulisess Carrion i wielu innych. Jednym z nielicznych materiałów „I am”, poza artykułami w prasie studenckiej, była wydana w 1984 roku książka pt. „Performance”.
W całym okresie działania Galerii, swoje prace prezentowało ponad dziewięćdziesięciu artystów z kraju i zagranicy; między innymi Klaus Groh (Oldenburg), Gabor Attalai (Budapeszt), Tom J. Gramse (Kassel), Peter Stembera (Praha), Goran Trbuljak (Zagrzeb), Christian Wabl (Amsterdam) i Lloyd Morrison (USA). Po zakończeniu „I am”, Zarząd Główny SZSP, jako właściciel Galerii, zabronił dalszej działalności międzynarodowej i w listopadzie 1979 r. Galeria zakończyła działalność.
Henryk Gajewski przekształcił później Galerię i prowadził ją w latach 1979-1981 pod nazwą „Post Remont” nadając jej charakter post-galerii prowadzącej działania związane z life-streamem i kulturą punk.
Z tradycji ukształtowanych w Galerii Remont wyrosła Mała Galeria i promowała powstałe w niej idee. Większość tych, którzy eksponowali wcześniej swoje prace w Galerii Remont, później związała się z Małą Galerią. Była to grupa fotografów poszukujących, skupionych wokół Zbigniewa Dłubaka.